# خلنج جنوبي
خلنج جنوبي (الاسم العلمي:Erica australis) هو نوع من النباتات يتبع جنس الخلنج من الفصيلة الخلنجية.